# Valgehobusemägi
Valgehobusemägi är en kulle i Estland. Den ligger i Järva kommun i landskapet Järvamaa, 50 km sydost om huvudstaden Tallinn. Före kommunsammanslagningarna 2017 låg den i Albu kommun. 
Toppen på Valgehobusemägi är 106 meter över havet. Runt Valgehobusemägi är det mycket glesbefolkat, med 5 invånare per kvadratkilometer. Den ligger vid byn Mägede och närmaste större samhälle är Kehra, 18 km nordväst om Valgehobusemägi. I omgivningarna runt Valgehobusemägi växer i huvudsak blandskog.